# A zsidókhoz írt levél

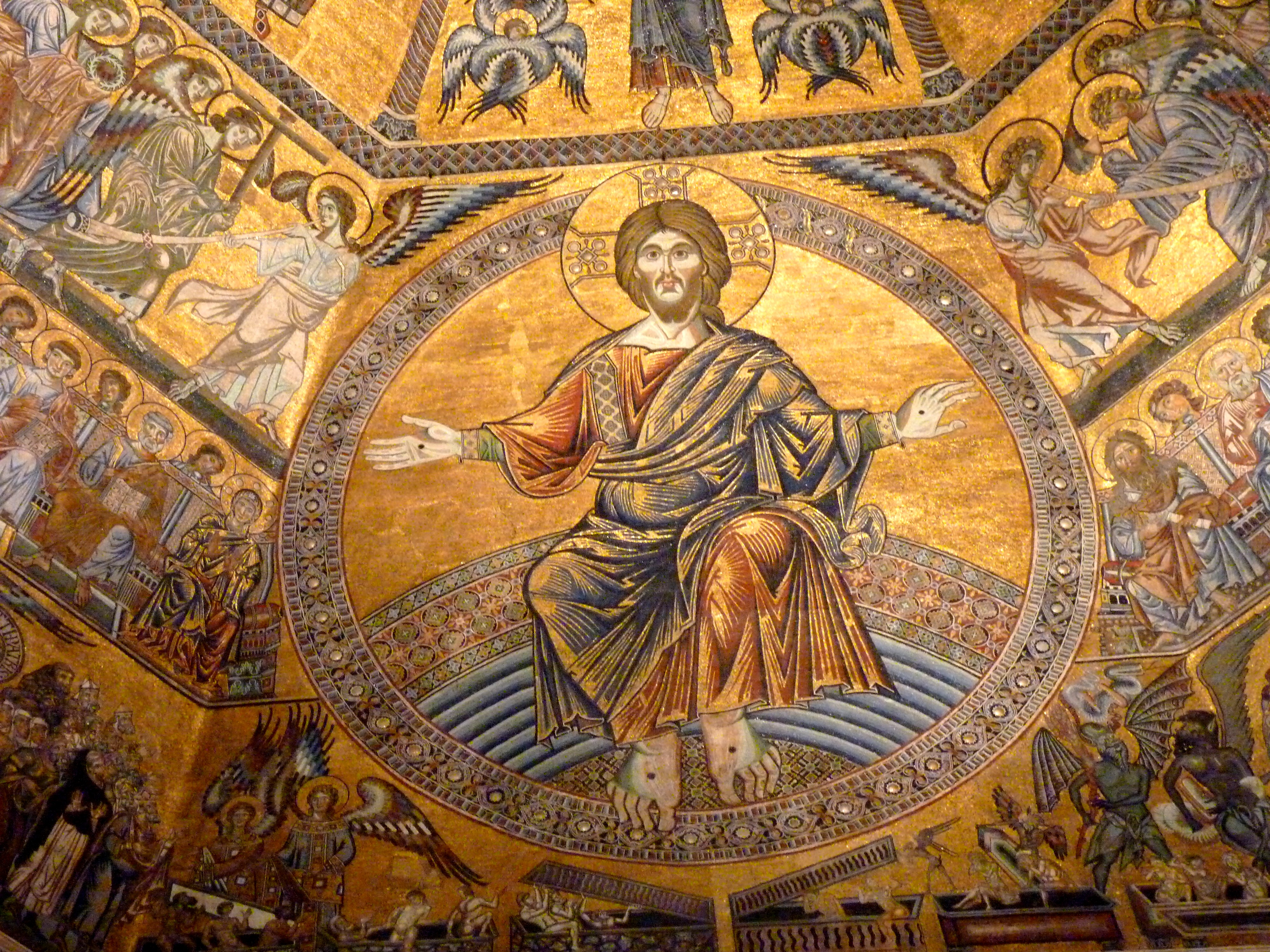
Krisztus ítél - Firenzei keresztelő kápolna

A Zsidókhoz írt levél (Héber levél) az Újszövetségbe kanonizált levél. A szerző és a címzettek „személyéről” a modern bibliakutatók nem jutottak megegyezésre, de nem Pál apostolhoz kapcsolják a levelet. Szerzőjét ismeretlen személynek tekintik; és a levél Pál stílusának szándékos utánzásával íródott. 
Néhányan azt mondják, hogy talán a hetven tanítvány közé tartozó Priscilla és Aquila a szerzői, akik Pál apostollal dolgoztak együtt. A levél keletkezési ideje az első század.

## A szerző
Csak találgatások állnak rendelkezésre a levél szerzőjének megállapításában.
Korábban Pál apostol leveleihez sorolták, erősen megoszlanak azonban a vélemények, hogy valóban tőle származik-e, vagy Pál egyik követőjétől. Nyelvezete nem Pál írásmódja. Másképpen idézi és használja az ószövetségi szövegeket is. Maga a tanítás is benne másképp van előadva.
Napjainkban szinte minden kutató már nem Pál apostolt tekinti a levél szerzőjének, hanem egy ismeretlen, a páli teológia hatása alatt álló írót. A 2. és 4. évszázad között nem tartották a kanonikus Szentírás részének sem.
Alexandriai Kelemen szerint ugyan Pál írta, csak Lukács fordította görögre. A 3. évszázadban Órigenész felvetette, hogy talán nem az apostol a szerző, és megjegyezte: „Csak Isten tudja, valójában ki írta ezt a levelet.” Azt is felfedezni vélte, hogy aki írta, emlékezetből idézte az apostolt. Tertullianus szerint Barnabás lehetett a szerző. Luther Márton éppen a szónokiasság miatt az alexandriai Apollót gyanította.
Akik nem tartják közvetlenül Pál apostol levelének ma sem, azok hiányolják a bevezetésben a szokásos bemutatkozást, továbbá a stílust előkelőnek és szónokiasnak látják, és ezért nem levélnek, hanem prédikációnak tartják. Maga a tanítás is benne másképp van előadva, mint Pál leveleiben megszokott.  A mai kutatók hajlanak arra, hogy a páli iskolából, hellenista kultúrkörből írta valaki ezt a levelet, az 1. század végén.
Akik szorosan Pálhoz kapcsolják, hivatkoznak a jelképes beszédre, a célzások azonosságaira, melyek a többi – Pál apostol által írt – levél jellemzői. E szerint Pál Itáliában, Rómában volt (Zsid 13,24; 10,34), talán 67 körül, így Pál halála előtt keletkezett.
1931-ben találtak tekercseket, amelyeket Chester Beatty Papyrinak neveztek el. A kettes számú tekercs kb. nyolcvan lapot tartalmaz, Pál leveleinek gyűjteménye, köztük ezt is.
A levél címzettjeiről is megoszlanak a vélemények: Palesztinában, száműzött zsidó keresztényeknek szólhatott, de nem tudni, hogy pontosan hol.

## Szerkezete
- 1–2. Jézus nagyobb, mint az angyalok.
- 3–7. Jézus és Mózes. Melkisédek és Áron.
- 8. és 9. fejezet
- 10. Felszólítás szorgalomra és hűségre.
- 11. A hit.
- 12. Felszólítások és figyelmeztetések.
- 13. Tisztesség, házasság, szeretet.

## Tartalmi összefoglaló
Az Ószövetséget hasonlítja össze a mindenek felett lévő Krisztus dicsőségével. Az állításokat többek között a zsoltárok könyvéből vett idézetekkel támasztja alá. Azt tanítja a szerző, hogy Isten új szövetséget kötött az emberekkel Jézus Krisztusban. E szövetség lényege, hogy Jézus Krisztus, a Messiás kereszthalálával megváltotta az emberiséget az eredendő bűntől, ezért aki hisz benne és követi az Ő tanításait, annak megadatik az örök élet. Ez az új szövetség meghaladja azt, amit Mózes közvetítésével kötött Isten a kivonulás idején. (Lásd 8. és 9. fejezet.)